# محمد أسامة درويش
محمد أسامة علي درويش (من مواليد 20 فبراير 1997) هو لاعب كرة قدم فلسطيني يلعب كمهاجم مركزي مع منتخب فلسطين.

## المسيرة الكروية
ولد محمد في بيت شان، وبدأ مسيرته الكروية في ألمانيا مع نادي هانوفر 96 الثاني. في 31 أغسطس 2017، انضم محمد إلى نادي أوبرليغا نيدرساشسن مع فريق أرمينيا هانوفر. بعد سبعة عشر يومًا، ظهر لأول مرة في مباراة فاز فيها فريقه 2-0 على آينتراخت نورتهايم بعد أن تم اختياره في التشكيلة الأساسية.
انتقل إلى نادي هانوفرشر لموسم 2019-20.
في 30 أغسطس 2020، انضم محمد إلى فريق تريبشا '89، الذي يلعب في دوري السوبر لكرة القدم في كوسوفو. في 18 سبتمبر 2020، ظهر لأول مرة في هزيمة 0-2 على أرضه ضد أربيريا بعد أن تم اختياره في التشكيلة الأساسية.
في نوفمبر 2021 وقع مع أطلس دلمنهورست. وقد أشادت وسائل الإعلام المحلية بأدائه المبكر.

## المسيرة الدولية
في 31 أغسطس 2015، شارك محمد لأول مرة مع المنتخب الفلسطيني في مباراة ودية ضد لبنان بعد أن تم اختياره في التشكيلة الأساسية.
في 31 ديسمبر 2017، تم اختيار محمد كجزء من تشكيلة فلسطين تحت 23 عامًا لبطولة آسيا تحت 23 عامًا 2018. بعد عشرة أيام، ظهر لأول مرة مع فلسطين تحت 23 عامًا في مرحلة المجموعات لبطولة آسيا تحت 23 عامًا 2018 ضد اليابان تحت 23 عامًا بعد دخوله كبديل في الدقيقة 60 بدلاً من شهاب قمبر.